# Święty Franciszek Borgiasz
Święty Franciszek Borgiasz (hiszp. San Francisco de Borja) – obraz olejny hiszpańskiego malarza Alonsa Cano należący do zbiorów Muzeum Sztuk Pięknych w Sewilli.

## Okoliczności powstania
Franciszek Borgiasz urodził się w 1510 roku w Gandii, w Walencji. Pochodził z wpływowego rodu Borgiów, otrzymał arystokratyczne wykształcenie i służył na dworze króla Karola V Habsburga. Ożenił się z Leonor de Castro i miał ośmioro dzieci. Jako zaufany człowiek króla w 1539 roku otrzymał zadanie sprowadzenia ciała zmarłej cesarzowej Izabeli Portugalskiej z Toledo do Grenady. Po przybyciu do miasta Franciszek musiał otworzyć trumnę, aby udowodnić, że zawierała ciało cesarzowej. Widok rozkładającego się ciała niegdyś pięknej władczyni wstrząsnął nim tak, że postanowił „nigdy więcej już nie służyć śmiertelnemu władcy”. Po śmierci żony w 1546 roku wstąpił do nowo powstałego zakonu jezuitów, odrzucając dobra doczesne i tytuły.
Alonso Cano uczył się malarstwa w pracowni Francisca Pacheco w Sewilli. Święty Franciszek Borgiasz jest jednym z wczesnych dzieł malarza. Widoczny jest wpływ Pacheca, zwłaszcza w dokładnym modelowaniu postaci i użyciu kontrastów światła, które podkreślają ekspresyjność i dramatyzm sceny.

## Opis obrazu
Święty został przedstawiony w całej postaci, w czarnym habicie jezuitów, a jego sylwetka odcina się od ciemnego tła. Z mistycznym wyrazem kontempluje trzymaną w lewej ręce czaszkę, atrybut, który nawiązuje do wyrzeczenia się dóbr doczesnych. Ukoronowana czaszka należy do cesarzowej Izabeli Portugalskiej, której ciało eskortował do Grenady. U jego stóp leżą trzy kapelusze kardynalskie oznaczające trzykrotną odmowę przyjęcia tego wyróżnienia przez świętego. W lewym górnym rogu widoczny jest monogram jezuitów, IHS z trzema gwoździami. Światło, które pada bezpośrednio na głowę i dłonie świętego, wzmacnia ekspresyjny dramatyzm postaci. Dominują odcienie czerni i ciemnej zieleni, przełamane jedynie czerwienią kardynalskich kapeluszy i żółto-złotymi odcieniami światła bijącego od monogramu jezuitów.
Z lewej strony znajduje się data i podpis malarza VS CANO/AÑ 1624, który odkryto dopiero w 1946 r., podczas restauracji obrazu. Wcześniej obraz był błędnie przypisywany Francisco de Zurbaránowi.

## Proweniencja
Obraz znajdował się w kościele San Luis de los Franceses w Sewilli, w kaplicy nowicjatu. Alonso Cano prawdopodobnie namalował go na zamówienie jezuitów z okazji beatyfikacji Franciszka Borgiasza w 1624 r. Dzieło znalazło się w posiadaniu Muzeum Sztuk Pięknych w Sewilli po dezamortyzacji majątków kościelnych Mendizábala przeprowadzonej w latach 1836–1837.